# Rhapsody (digital musiktjänst)
Rhapsody är en amerikansk musiktjänst på prenumerationsbasis som lanserades i december 2001. Den beskrevs i samband med lanseringen som en post-Napster-tjänst, en musikprenumerationstjänst sanktionerad  av skivbranschen. Tjänsten lanserades av San Francisco-baserade Listen.com som ett alternativ till kontroversiella gratisprogram som Morpheus, Kazaa och Grokster. Som ett sätt att ta marknadsandelar från konkurrerande iTunes lanserade Rhapsody 2007 ett samarbete med musikbloggnätverket och sociala nätverkssajten Mog.com för att tillhandahålla musik. Då hade Rhapsody cirka  4,5 miljoner oberoende låtar och låtar från större bolag i sin katalog. Samma år tillkännagavs ett samarbete mellan  Rhapsody, MTV och Verizon (ägda av  RealNetworks och Viacom) kallat "Rhapsody America." Marknadsföringen inleddes av MTV  vid Video Music Awards i Las Vegas i september 2007.
I början av 2009 hade tjänsten omkring 800 000 prenumeranter som till tredje kvartalet samma år hade minskat till omkring 700 000. I början av 2010 meddelade ägarna Viacom och RealNetworks att tjänsten skulle avknoppas till ett eget bolag. Viacom och RealNetworks fortsatte äga bolaget när det sedan blev självständigt i april. Delägare blev även Universal Music Group och Sony Music Entertainment. Warner Music Group och EMI Group erbjöds warranter. Efter att bolaget blev självständigt ökade återigen antalet prenumeranter. Till början av 2010 hade antalet prenumeranter ökat med 100 000. Då var de största konkurrenterna Rdio, MOG och Napster samt det europeiska Spotify.
I oktober 2011 tillkännagavs att Rhapsody, som då växt till USA:s största premium-on-demand-musiktjänst, planerade att förvärva Napster. Detta innebar bland annat att Rhapsody förvärvade Napsters abonnenter och att Napsters ägare, Best Buy, fick en minoritetsandel i bolaget. År 2016 fasades namnet Rhapsody ut och ersattes av Napster.